# 린드버그쌀쥐
린드버그쌀쥐(Cerradomys scotti)는 비단털쥐과에 속하는 남아메리카 설치류의 일종이다. 육상성 동물로 브라질 남중부와 볼리비아, 파라과이의 세하두(사바나) 생물 지리구에서 발견된다. 흔한 종으로 서식지의 경작지 전환에 내성을 갖고 있다.
2002년 Oryzomys scotti라는 학명으로 동물학자 린드버그( Scott Lindbergh)가 쌀쥐속에 속하는 종으로 처음 분류했다. 2004년 텍사스 기술 대학교 연구팀이 볼리비아 남동부 산타크루스 주 포조 마리오에서 발견한 표본을 토대로 또 다른 신종 Oryzomys andersoni를 기재했다. 이 종의 이름은 볼리비아 포유류 연구에 기여한 공로를 인정하여 저명한 포유류학자 앤더슨(Sydney Anderson)의 이름을 따서 지었다. 그러나 이어진 형태학적, 분자생물학적 증거에 기초하여 린드버그쌀쥐와 같은 종에 속하는 사실이 인식되었다. 그리고 2006년 새로운 세하두쌀쥐속으로 이동되었고, Cerradomys scotti라는 학명이 부여되고 Oryzomys andersoni은 이명으로 알려지게 되었다.
앤더슨쌀쥐(Oryzomys andersoni)의 완모식표본은 흰 배와 회색-갈색 등을 갖고 있으며, 등에 검은 줄무늬가 있다. 머리부터 몸까지 길이는 111mm이고, 꼬리 길이는 122mm, 뒷발 길이는 30mm이다. 귀 길이는 17mm, 몸무게는 37g이다. 세하두 서식지에서 수집되었다. 같은 지역에서 발견되는 포유류로 회색짧은꼬리주머니쥐와 긴꼬리가시쥐, 남부아마존붉은다람쥐, 스픽스노랑이빨캐비, 중앙아메리카아구티, 아홉띠아르마딜로, 게잡이여우, 붉은마자마사슴, 회색마자마사슴 등이 있다.